# Helmut Wagner (Bergsteiger)
Helmut „Helli“ Wagner (* 19. März 1939 in Telfs) ist ein österreichischer Allround-Alpinist, Extremkletterer und Bergführer.

## Biografie
Der Allround-Alpinist und Extrembergsteiger begann bereits als Vierzehnjähriger mit ersten Klettertouren auf die Hochwand und Hohe Munde in den Mieminger Bergen. Schon nach wenigen Jahren bewältigte er die Schüsselkarspitze im Wettersteingebirge im VI. Schwierigkeitsgrad. In seiner näheren Umgebung – Mieminger Berge, Wetterstein, Karwendel, Kalkkögel, Wilder Kaiser, Stubaier, Ötztaler und Zillertaler Alpen – sammelte er viel Erfahrung in Fels und Eis. 1956 wurde er Mitglied der Telfer Klettergilde, dort fand er in Helmut Baldauf einen Seilgefährten und Freund. Mit 18 Jahren wurde er Mitglied im Innsbrucker Alpin Klub „Die Karwendler“.
Trotz der damaligen bescheidenen Mobilität und Ausrüstung eignete er sich die notwendige Klettertechnik und Kenntnis in behelfsmäßiger Bergrettungstechnik erfolgreich an. 1959 kam er auf Einladung der École nationale des sports de montagne (ENSA) für 14 Tage nach Chamonix. Schon in den 1960er-Jahren zählte Helmut Wagner zu den „stärksten Tiroler Spitzenalpinisten“.
1961 erhielt Wagner beim Hauptverein des Österreichischen Alpenvereins eine Anstellung zur Kontrolle und bedarfsgerechten Ausstattung der 450 Schutzhütten des ÖAV und DAV mit Bergrettungsgerät. Von Bregenz bis Wien besuchte er alle 450 Schutzhütten und bestieg dabei zahlreiche Gipfel. Gleichzeitig war Wagner sieben Jahre ehrenamtlicher Landesausbildungsleiter des Österreichischen Bergrettungsdienstes Tirol. 1970 erhielt er das Bergführer-Diplom.
Als Bergsteiger, Berg- und Skiführer bestieg Helmut Wagner sämtliche Viertausender der Alpen und alle namhaften Wände in den höchsten Schwierigkeitsgraden wie den Walkerpfeiler an der Grandes-Jorasses-Nordwand, die Matterhorn-Nordwand oder den Frêney-Pfeiler am Mont Blanc. In den Zillertaler-Alpen gelang ihm mit 210 cm langen Tourenskiern die 1. Ski-Befahrung der nahezu 1000 Meter hohen und bis zu 60 Grad steilen Hochferner-Nordwand.
Unter schwierigsten Wetterbedingungen schaffte er zusammen mit Rolf Walter die 1. Winter-Begehung der Laliderer-Nordverschneidung und der Direkten Laliderer-Nordwand im Jänner 1964. Wagner hat sich dabei auf die schwierigen Winterbegehungen spezialisiert.  Weitere große Touren dieser Zeit umfassen Grandes Jorasses – Walkerpfeiler, Matterhorn-Nordwand sowie Montblanc – Frêneypfeiler. Einen besonderen Gipfelsieg konnte Wagner im Himalaya verzeichnen: Gemeinsam mit Peter Vogler und Gerhard Baur bestieg er 1975 den Kangchendzönga-Westgipfel Yalung-Kang (8505 m) im Rahmen einer Expedition des Deutschen und Österreichischen Alpenvereins.
1977 gründete Helmut Wagner die Bergsteigerschule Wetterstein. In seiner zehnjährigen Tätigkeit als Bergführer durchstieg er weiterhin große Alpenwände und vervollständigte somit seine Sammlung aller 4000er-Massive in den Alpen.
2019 veröffentlichte Helmut Wagner seine Biografie Berge. Mein Leben. Es berichtet über die jüngere Tiroler Alpingeschichte und gibt Einblick in das Bergsteiger-Leben des Autors. Im Buch behandelt er das Tabuthema „Doping am Berg“.
Helmut Wagner lebt mit seiner Frau Dora in Telfs in Tirol, Österreich.

## Auszeichnungen
- Sportehrenzeichen der Marktgemeinde Telfs
- Sportehrenzeichen des Landes Tirol 1978

## Wichtige Touren
- 1958 – Erste Solo-Begehung der Scharnitzspitze (2471 m), Südwand „Spitzenstätter/Baldauf“ (VI-), Wettersteingebirge
- 1959 – Grand Capucin (3838 m), Ostwand „Bonatti/Ghigo“, mit Helmut Baldauf, Mont-Blanc-Gruppe
- 1960 – Große Zinne (2999 m), Nordwand-Direttissima (VI+), mit Helmut Baldauf, Dolomiten; Westliche Zinne (2973 m), Nordwand „Franzosen-Führe“ (VI+/A3), 15. Begehung mit Helmut Baldauf, Dolomiten
- 1961 – Erste Winterbegehung des Großen Bettelwurfs (2726 m), Nordwand (V), mit Walter Larcher und Ernst Knapp, Karwendel
- 1962 – Matterhorn (4477 m), Nordwand „Schmid-Route“, mit Helmut Baldauf, Walliser Alpen; Grandes Jorasses (4208 m), Nordwand „Walkerpfeiler“, mit Helmut Baldauf, Mont-Blanc-Gruppe
- 1963 – Erstbegehung der Hohen Wand (2715 m), direkte Südwand (VI+), mit Peter Konzert, Mieminger Gebirge
- 1964 – Erste Winterbegehung der Laliderer-Nordverschneidung (VI+), mit Rolf Walter; erste Winterbegehung der Laliderer Spitze (2583 m), direkte Nordwand, „Rebitsch/Spiegl/Rainer“ (VI), mit Rolf Walter, Karwendel; erste Schibefahrung der Nordwand Hochfernerspitze (3463 m), mit Ander Hörtnagl, Zillertaler Alpen
- 1967 – Erstbegehung der Scharnitzspitze (2471 m), Südwand „Telferweg“ (VI/A2), mit Sigfried Aeberli und Rudolf Estmeister, Wettersteingebirge; Aiguille du Dru (3733 m), Westwand „Magnone-Führe“ (VI-/A2), mit Hans Gasteiger, Mont-Blanc-Gruppe
- 1968 – Große Zinne (2999 m), Nordwand-[Direttissima (Klettern)|Superdirettissima] (VI+/A2), mit Rolf Walter, Dolomiten
- 1970 – Piz Cengalo (3370 m), Nordpfeiler „Cengalo-Pfeiler“ (VI-), mit Ivor Ganahl, Bergell; Les Droites (4000 m), Nordwand „Cornuau-Daville“, 5. Begehung, mit Ivor Ganahl, Mont-Blanc-Gruppe
- 1971 – Piz Ciavazes (2228 m), Südwand „Pit Schubert“ (VI), mit Rolf Walter, Dolomiten
- 1972 – Piz Badile (3308 m), Nordost-Wand (VI-), mit Siegfried Aeberli, Bergell; Aiguille Noire de Peuterey (3772 m), Westwand „Ratti/Vitali“ (VI-), mit Ivor Ganahl, Mont-Blanc-Gruppe
- 1973 – Cima Scotoni (2876 m), Westwand „Lacedelli/Ghedina“ (VI+), mit Ivor Ganahl, Dolomiten; Pilastro Tofana di Rozes (3225 m), Südost-Kante „Constantini/Ghedina“ (VI), mit Ivor Ganahl, Dolomiten; Civetta – Quota IGM (2992 m),  Nordwest-Wand „Philipp/Flamm“ (VI), mit Herman Heinzle, Dolomiten; Torre Trieste (2436 m), Südwand „Carlesso/Sandri“ (VI+), mit Hermann Heinzle, Dolomiten; Marmolada di Rocca (3342 m), Südwand „Vinatzer/Castiglioni“ (VI), mit Hermann Heinzle, Dolomiten
- 1974 – Gletscherhorn (3983 m), 2. Begehung der Nordwand „Riss/Etter/Jaun“, mit Hermann Heinzle, Berner Oberland; Grand Pilier d’Angle (4243 m), 3. Begehung der Nordwand „Cechinel/Nomine“, mit Ivor Ganahl, Mont-Blanc-Gruppe; Mont Blanc (4810 m), Frêney-Zentralpfeiler „Bonington“ (VI-), mit Ivor Ganahl, Mont-Blanc-Gruppe
- 1975 – Kangchendzönga, 2. Begehung des Westgipfels „Yalung Kang“ (8505 m), mit Peter Vogler und Gerhard Baur, Himalaya
- 1978 – Eiger (3967 m), Nordost-Wand „Lauper“, mit Kurt Lyncke, Berner Oberland; 1. vollständige Begehung der Hohen Munde (2662 m), direkte Südwand, (VI), mit Manfred Abelein
- 1985 – Winterbegehung der Ortler Nordwand (3899 m), mit Kurt Lyncke, Ortler-Alpen
- 1986 – Monte Rosa – Signalkuppe (4554 m), Ostwand „Macugnaga-Wand“, mit Traudl Kraus, Walliser Alpen
- 1989 – Mont Blanc du Tacul (4248 m), Nordost-Flanke „Gervasutti Couloir“, mit Traudl Kraus, Mont-Blanc-Gruppe

## Belege
1. ↑  Dokument (Memento des Originals vom 30. Mai 2015 im Internet Archive)  Info: Der Archivlink wurde automatisch eingesetzt und noch nicht geprüft. Bitte prüfe Original- und Archivlink gemäß Anleitung und entferne dann diesen Hinweis. im Alpinwiki (Memento des Originals vom 30. Mai 2015 im Internet Archive)  Info: Der Archivlink wurde automatisch eingesetzt und noch nicht geprüft. Bitte prüfe Original- und Archivlink gemäß Anleitung und entferne dann diesen Hinweis. von Hans Föger; abgerufen am 2. April 2015, 17:51
2. ↑  Messner, Rudatis, Varale 1974, S. 112 u. 155
3. 1 2  Eintrag im Alpinwiki (Memento des Originals vom 30. Mai 2015 im Internet Archive)  Info: Der Archivlink wurde automatisch eingesetzt und noch nicht geprüft. Bitte prüfe Original- und Archivlink gemäß Anleitung und entferne dann diesen Hinweis.; abgerufen am 2. April 2015, 18:28
4. ↑  Auffermann 2012, S. 167
5. ↑  Auffermann 2010, S. 189
6. 1 2  Auffermann, Kammerlander 2014, S. 259
7. ↑  Sturm 1975, S. 45 u. 127
8. ↑  Auffermann 2010, S. 190

| Personendaten    | Personendaten                                     |
| ---------------- | ------------------------------------------------- |
| NAME             | Wagner, Helmut                                    |
| ALTERNATIVNAMEN  | Wagner, Helli (Spitzname)                         |
| KURZBESCHREIBUNG | österreichischer Extrembergsteiger und Bergführer |
| GEBURTSDATUM     | 19. März 1939                                     |
| GEBURTSORT       | Telfs                                             |